# Chissà da dove arriva una canzone
Chissà da dove arriva una canzone è un singolo della cantante italiana Fiorella Mannoia, pubblicato il 2 settembre 2020 come primo estratto dal diciannovesimo album in studio, Padroni di niente, previsto per novembre 2020.

## Descrizione
Il brano è stato scritto e composto dal cantautore romano Ultimo. A questo proposito, durante l'annuncio del singolo, la cantante ha dichiarato:
Inoltre, viene eseguito per la prima volta dal vivo il 2 settembre 2020, durante la prima serata dei Seat Music Awards 2020.

## Video musicale
Il 14 settembre 2020 è stato pubblicato sul canale YouTube della cantante il video ufficiale del brano, con la regia di Simone Nocchi.

## Tracce
Testi e musiche di Niccolò Moriconi.
1. Chissà da dove arriva una canzone – 3:31